# 夏目璃乃
夏目 璃乃（なつめ りの、2004年6月15日 - ）は、日本のファッションモデル。エイベックス・マネジメント所属。

## 略歴
エイベックスが主催する中学生までを対象とするエンタメコンテスト「キラチャレ2014」に参加し、ニコ☆プチ賞を受賞。ニコ☆プチ専属モデル（プチモ）となる。
2015年以降、各地で開催される「キラチャレ」予選にゲストモデルとして登場する。2015年10月25日、国立代々木競技場第一体育館で開催されたジュニアイベント「JuniAward」にモデルとして出演する。
「pom ponette junior」および「JENNI love」のイメージモデルに選ばれ、カタログへの掲載、店舗イベントへの登場を重ねた。
2016年の『ニコ☆プチ』沖縄ロケメンバーに選抜され、2016年8月号で同誌初表紙を飾る。2018年4月29日、都内で開催された「プチ☆コレ8」でプチモを卒業した。
プチモ卒業後、ショーモデルとして活動を続けている。日本テレビのバラエティ番組『超無敵クラス』に、SNSで多くのフォロワーを擁する10代の一人としてレギュラー出演している。

## 人物
- 「キラチャレ2015」の皮切りとなるイオンモールりんくう泉南での予選では、前年のニコ☆プチ賞受賞者として、参加者を励ました[21]。
- 「プチ☆コレ7」では、「キラチャレ」出身者として、「キラチャレ」SPステージにも登場した[22][23]。
- 小学6年生で身長が174cmに達し、夏目の容姿は台湾のインターネットコミュニティで注目される。その様子は台湾のケーブルテレビ「三立電視」の運営するニュースサイト「三立新聞網」でも報じられる[2]。長身を嫌に思うことも時々あったが、読者などの応援で自己肯定感が高まったことを「プチ☆コレ8」の卒業式で明らかにした[16]。
- 夏目が在学中の「BLEA学園」とバナナスムージー専門店「バナナの神様」のコラボレーションが行われ、BLEA生徒が店舗スタッフ用のメイクアップデザインシート作成、SNS発信などに携わる。夏目もプロデューサーとして参加した[24]。

## 出演

### テレビ番組
- 超無敵クラス（2021年3月16日 - 4月24日・10月26日 - 11月3日、日本テレビ）[25]

### 広告
- ナルミヤ・インターナショナル pom ponette junior（2015年 - ） - イメージモデル[10][26]
- 株式会社ジェニィ JENNI love（2016年 - ） - イメージモデル[27]
- ドコモスマートフォンラウンジ名古屋　3周年記念イベント（2016年9月10日）[28]

## 書籍

### 雑誌
- ニコ☆プチ（2015年 - 2018年6月号、新潮社） - 専属モデル[21][29][30]